# Народна библиотека Градишка
Јавна установа Народна библиотека Градишка је мјесто забаве, бесплатног интернета и приступачна је свима. Доступне су књиге на тринаест страних језика за одрасле и за дјецу од чега највише на енглеском (285 наслова), француском (260 наслова), руском (428 наслова), македонском (96 наслова). Секција публикација за дјецу садржи преко 125 наслова од чега највише на енглеском и њемачком језику. Постоје колекцијe које садрже документацију о историји града Градишке, укључујући њено богато културно наслијеђе.

## Историја
Градишка је крајем деветнаестог, а нарочито почетком двадесетог вијека, до почетка рата 1941. године, имала богат просвјетни и културни живот. По казивању академика др Васе Чубриловића било је 40 студената (вјероватно су убројани и ђаци) на школовању у другим срединама. У наведеном времену Градишка је имала више интелигенције од било које друге вароши њезине величине у Босанској крајини. Због тога је Градишка прије Првог свјетског рата називана често „Мали Београд”.
Први зачеци библиотекарства у то вријеме  биле су читаонице, па се може претпоставити да је и Градишка тада имала читаоницу. Међутим, стална књижница у Градишци је почела с радом  у оквиру Српског просвјетног и културног друштва „Просвјета”. Послије завршетка рата и стварања нове државе, године 1921. оснива се књижница у Ламинцима, а  1924. и у Драгељима. Може се претпоставити да су уз књижнице радиле и читаонице. Из материјала којима располажемо писаним за потребе Врбаске бановине из 1931. године у Градишци је тада  постојала Народна књижница са 600 књига која је знатно раније основана, те Народна читаоница са књигама Српске земљорадничке задруге (вјероватно је читаоница била смјештена у просторије наведене задруге). Постојала је и Књижница Скаутског (извиђачког) друштва „Планинац” са 52 књиге, а новине и часописи су се, како стоји у наведеним материјалима, наручивали од уличних колпортера.
Подаци који се односе на материјал упућен Врбаској бановини односе се само на општину Градишка (град и ужу околину) у оквиру градишког среза. Зна се засигурно да је у то вријеме постојала и читаоница у општини Турјак, а вјероватно и у општини Горњи Подградци, општини Топола, те у неким другим општинама среза, а радиле су и читаонице у Ламинцима и Драгељима. Сигурно се и број књига у Народној књижници  повећавао.
Рад Народне књижнице са остатком прикупљених књига почиње убрзо послије завршетка рата под називом Народна библиотека Градишка. Након извјесног времена Библиотека је добила и првог сталног запосленог библиотекара, био је то учитељ Драго Веиновић.
Библиотека је почела с радом  у кући градишке трговачке породице Калафатић (у кругу данашње старе Робне куће), а затим је убрзо премјештена у зграду Радничког дома (зграда код католичке цркве). Након неколико година рада у наведеном дому, Библиотека пресељава у просторије у којима је прије рата била продавница „Бата” касније „Борово”, а зграда се налазила  преко улице „Инине” бензинске пумпе. Након извјесног времена Библиотека поново сели у зграду без спратова, гдје се данас налази мало паркиралиште аутомобила код Савског моста, а уз њу је радила и читаоница. Из тог простора Библиотека се измјешта 1963. године у стари ватрогасни дом, а одатле након двије године у Фискултурни дом  -  у двије просторије до ријеке Саве. Године 1968. Библиотека пресељава у просторије Ђачког дома „Лепа Радић” у којој је био те године смјештен и Народни универзитет Градишка коме је Библиотека интеграцијом припојена 1. јула 1964. године.
Библиотека је од почетка рада послије рата била самостална установа до 14.12.1959.године, а онда је рјешењем Скупштине општине Босанска Градишка, припојена Народном универзизету у чијем је саставу  била око годину дана, па се опет издвојила и била самостална до наведеног датума њезиног поновног припајања Универзитету.
Године 1965. док је Библиотека била смјештена у Фискултурном дому, имала је у књижном фонду 7.924 књиге и учлањених 475 читалаца. Уз њу је била и читаоница у коју је стизало више новина и часописа.
За 1966. годину нису се могли пронаћи подаци о броју књига у књижном фонду, а ни број уписаних читалаца. Може се ипак претпоставити да се број књига и читалаца није битно промијенио, што показују подаци за наредне године.
Године 1967. у Библиотеку су била учлањена 334 читаоца, а издате су на читање 3.174 књиге. Те године постојала су два истурена одјељења  Библиотеке и то у Новој Тополи и у Ровинама.Године1968. учлањено је било 312 читалаца, а подигнуте 3.852 књига. Наредне 1969. године било је учлањено 640 читалаца, издато на читање 7.704 књиге, док је књижни фонд Библиотеке износио 10.000 примјерака.
У наредних десетак година библиотекарство се развијало брже него у претходном периоду. Године 1970. Библиотека је и даље радила у простору бившег ђачког дома у једној просторији површине 40 квадратних метара без читаонице. Број књига се, по отпису расходованих , кретао као и претходне године, незнатно више од 10.000 примјерака. Иако без читаонице примала је више листова, часописа и других публикација. Имала је 537 учлањених читалаца, а издала је на читање 5.347 књига. Ове године покренут је и рад покретних библиотека, а радило се тако што су књиге , углавном, подизали учитељи и давали на читање сеоском становништву. У овом су се нарочито истицали учитељи у селима Бистрица, Јелићи, Миљевићи... У 1971. години у ову Библиотеку је било учлањено 415 читалаца , подигнуто је 3.130 књига, а књижни фонд је износио 11.500 књига. Године 1972. било је учлањено 313 читалаца, а прочитано је 3.600 књига, од тога 340 стручних књига, а остало је била белетристика. Књижни фонд је износио 13.146  књига,а  примано   је  18  различитих новина, часописа и стручних публикација.  Године 1973.  библиотека је имала у свом фонду око 14.000 књига и 554 учлањена читаоца који су подигли на читање 9.068 књига.
Нарочито значајна за Библиотеку била је 1974. година. Те године је имала значајан успон у ширењу , набавци књига , повећању броја читалаца и броја кориштених књига. Почетком октобра отворено је одјељење у Ораховој и набављено нових 3.500 књига, па је укупни књижни фонд износио 17.886 књига, од тога  2.000 у Ораховој. Број уписаних читалаца износио је 870, од тога 200 у Ораховој, а  подигнуто је на читање око 13.000 књига. Те године је престао рад покретних библиотека, јер су се значајније снабдјеле књигама школске библиотеке у подручним основним школама.
Године 1975. књижни фонд је износио око 18.900 примјерака, а набављено је нових 1.100 примјерака. Те године 1. новембра отворено је одјељење у Горњим Подградцима, а почело је да ради са  фондом од 170 књига. Такође је од 1. децембра почео радити и библиотечки пункт у селу Јурковица. Било је укупно у граду и подручним одјељењина Библиотеке учлањено 892 читаоца, а подигнуто на читање збирно 16.150 књига.
Наредне 1976. године укупан књижни фонд је износио 19.400 књига, а набављено је нових 500 примјерака. У структури фонда било је: дјечије књижевности 4.900 књига, за одрасле 13.432 књига белетристике и 1.068 књига стручне литературе. У току године у Библиотеку је било учлањено  збирно посматрано 1.224 читаоца, а подигнуто на читање 17.338 књига. Од тога у Градишци је 820 читалаца подигло на читање 14.890 књига, у Орахови 126 читалаца је користило 1.256 књига,а у Г. Подградцима 158 читалаца позајмило је на читање 482 књиге. Ове године отворено је и одјељење у Новој Тополи гдје је уписано 118 читалаца и подигнуто на читање 708 књига. У подручним одјељењима те године примани су  дневни листови „Политика” и „Ослобођење” и недјељни лист „Свијет Сарајево”, а у Градишци 16 различитих листова, часописа и публикација.    Године 1977. отворено је и одјељење у Дубравама. У овој години Библиотека је имала укупно 21.200 књига и 1.818 читалаца.
Године 1978. у библиотечком фонду који је кориштен у градској библиотеци и одјељењима на терену било је укупно  22.500 књига и 1850 учлањених читалаца. Остали подаци се крећу у нивоу претходних година.
Број набављених књига посљедњих година, како се види, значајно се повећавао. Томе је допринијела и препорука Уједињених нација да „би на сваког становника требало да дође по једна књига” у свакој средини гдје постоји јавна библиотека, а то значи да је прије више од двадесет година, да би се извршила ова препорука, на подручју општине Градишка библиотечки фонд јавне библиотеке требало би да има више од 60.000 књига, а он је и данас далеко од тога.
Првог јануара 1979. године Библиотека се одваја од Народног универзитета Градишка и прелази у састав и надлежност новоосноиване радне организације  - Дома културе Градишка. Како је већ речено, први послијератни библиотекар у градишкој библиотеци је био учитељ Драго Веиновић, а радио је с пуним радним временом почетком педесетих година до краја 1958.године. С њим је нешто мање од годину дана 1958. године радио и свршени гимназијалац Сеад Меданхоџић, касније магистар фармације. Почетком септембра  1958. године  у Библиотеку се запошљава свршени гимназијалац Вељко Суботић, касније професор географије и ради до 1971. године. Од почетка 1959.године ради сам, а од 1963. до 1965. с њим ради Велинка Беговић . Око годину дана са Суботићем (1962) ради и Олга Хинзберг, учитељица, а почетком седамдесетих (око 7 мјесеци) и учитељица Регина-Гина Марушић Лисица. Од 1972. године у библиотеци ради наставница Радосава Бурић и од 1974. године Јевросима - Саша Поткоњак, свршени гимназијалац. Бурић и Поткоњак настављају рад и послије издвајања Библиотеке из Универзитета.

Званично први директор Библиотеке био је годину дана у првој интеграцији с Универзитетом директор  Народног универзитета Градишка , професор Милутин Вујић. До тада радник Библиотеке је руководио Библиотеком. Новом интеграцијом с Универзитетом директор је до краја  1965. године био Бошко Беговић, наставник, а затим вршилац дужности директора Универзитета неколико мјесеци Мирко Роквић. Од 1.децембра 1966. године до 1.јануара 1979. године директор Универзитета, а тиме и Библиотеке као радне јединице Универзитета је Цвјетко Буловић, који је 1962. године био њен хонорарни управник.
"Народна библиотека Градишка издваја се из Народног универзитета 1. јануара 1980. године. Тада улази у састав Дома културе. Први директор Дома културе, па према томе и одјељења библиотеке био је Небојша Иваштанин. У библиотеци на основним пословима библиотекарске дјелатности тада раде Радосава Бурић, Саша Поткоњак и Вучковић Радоје, док су административно-рачуноводствени послови, те чишћење и одржавање вршени у саставу заједничких служби Дома културе. По одласку Радосаве Бурић у пензију на рад у библиотеку долази Мирјана Раца и ради краће вријеме. У међувремену  мијењају се челни људи Дома културе, тј. библиотеке.
Вођена је политика масовности , па су се набављале веће количине књига које су спадале у обавезну школску лектиру. Школске библиотеке биле су неразвијене, па је растао број чланова из реда ученика. Неколико година, ради се о осамдесетим годинама, уписивало се готово 3.000 читалаца. Та масовност била је дио званичне политике, али је имала своју озбиљну посљедицу; није било довољно оних књига које су биле у елитном разреду издаваштва.
Драматичне су биле посљедице ратних збивања. Велики број књига није враћен, а није било никаквих могућности да се утиче на њихов поврат. Погоршали су се и радни услови. Довољно је рећи да годинама није било гријања, па се знало десити да температура у просторијама буде испод нуле.
На крају посљедњег рата 1994. године библиотека се издвојила из састава Дома културе и организовала као самостална јавна установа. Први вршилац дужности директора библиотеке је био Боро Јовановић, а затим Радо Димитријевић који је ту функцију вршио до половине 2001. године.
У претходном сумарном прегледу историје наше библиотеке нисмо међутим говорили о томе колико она  задовољава опште услове библиотекарства. Наиме, библиотеке општег типа посједују одређену анатомску структуру: позајмно одјељење, стручно одјељење са читаоницом, дјечије одјељење и завичајну збирку. Сав досадашњи рад градишке библиотеке (ради се о десетљећима рада) одвијао се у само једној, највише двије просторије. Све књиге које би по спецификацији требало да спадају у ова претходно набројана одјељења, биле су у само једној просторији. То значи да је умни напор људи који су тада радили у библиотеци био изузетно велики, јер се морало памтити гдје се све налазе те хиљаде књига. Више је менталног напора требало уложити библиотекару да би одржао рад библиотеке тј. да би библиотека имала своју функцију, него што је то било потребно било ком студенту на било којој групи друштвених наука. Радило се о хиљадама наслова и хиљадама аутора. Посебна тешкоћа биле су књиге приповједака, јер се морало меморисати и наслове приповједака. Збирке поезије су додатно отежавале рад библиотекара због истих разлога.

Ово пишемо у јулу 2002. године и тек у ове дане имамо издвојена одјељења, али се и данас дјечије одјељење и завичајна збирка налазе у једној просторији. Морам истаћи посебан радни напор садашњих радника библиотеке, који су згомилане књиге у једној просторији издвојили и класификовали по свим библиотечким правилима. Тај  посао је  онај фундаментални рад који ће омогућити да се у наредном периоду у библиотеци ради стручно и ефикасно.

## Библиотека послије пожара
Послије пожара који се десио у Дому културе Градишка у коме је било сједиште Народне библиотеке Градишка и у којем је изгорјела сва опрема и највећи дио фондова библиотечке грађе, ова установа добила је на привремено коришћење простор у улици Митрополита Георгија Николајевича 22 (зграда Црвеног крста). Тај простор је уређен и набављена је нова опрема и библиотечка грађа за успостављање основних функција јавне библиотеке. То је постигнуто уз правовремену помоћ органа оснивача, Министарства просвјете и културе и Министарства науке и технологије у Влади Републике Српске, посебно Народне и универзитетске библиотеке Републике Српске.
Ангажовањем директора, Управног одбора и радника библиотеке проведена је обимна активност на прикупљању донација библиотечке грађе тако да је до 31. августа 2006. године путем поклона створен нови билиотечки фонд од 40.433 књига. Уз сачувани фонд послије пожара од 5.250 књига ова библиотека је у тренутку отварања на привременој локацији имала 45.683 инвентарних јединица библиотечке грађе. До краја августа 2006. године у групни инвентар библиотечке грађе евидентирано је 159 дародаваца, од чега 150 из готово свих општина Републике Српске, 3 из Србије, 3 из Федерације БиХ и по 1 из Хрватске, Словеније и Њемачке. Наведени подаци карактеришу ову библиотеку као споменик дародавству и библиотеку солидарности што ће остати њен трајни атрибут из чега произилази и посебна обавеза за квалитетну стручну обраду и чување тако сакупљене библиотечке грађе. У периоду до отварања библиотеке на привременој локацији стручном обрадом прикупљене библиотечке грађе извршено је њено групно инвентарисање, класификација и смјештај на полице. Тиме су створени почетни услови да се отпочне са издавањем библиотечке грађе на коришћење читаоцима и обављање других библиотечких услуга. У наредном периоду тежиште активности, поред обављања библиотечких услуга, било је усмјерено на каталогизацију библиотечке грађе и аутоматизацији библиотечког пословања за што су створени сви услови јер је библиотека опремљена потребном компјутерском и другом информатичком опремом. Библиотека је кроз године повећавала свој фонд путем поклона, куповином, обавезним примјерком и размјеном. На крају 2006. године књижни фонд је бројио 43 324 инвентарне јединице, на крају 2007. године 55 633, на крају 2008. године 57 360, на крају 2009. године 59 619, на крају 2010. године 61 918, на крају 2011. године 62 983 и на крају 2012. године 64 546 инвентарне јединице. Тај број се у 2013. години знатно увећао те библиотека има преко 65 000 инвентарних јединица Највише их је из области књижевности, друштвених наука и историје.
У библиотеци је запослено 9 радника. У 2013. години у Библиотеку се учланио 1180 читалац. ЈУ Народна библиотека Градишка се 8 година налази на привременој локацији, а историја библиотеке се наставља и ова установа нажалост свој рад и даље наставља у двије просторије, које не могу да задовоље библиотечке стандарде за смјештај књига.
У ЈУ Народној библиотеци Градишка можете позајмљивати књиге које се налазе у Позајмном одјељењу за одрасле и Дјечијем одјељењу. Читаонички фонд се користи у Читаоници. Поред ових одјељења Библиотека сакупља пубилкације аутора из општине Градишка који су овдје рођени и бораве у Градишци, као и дјела оних који живе ван овог града.
Публикације смјештене у Завичајној збирци не могу се позајмљивати већ се користе у читаоници. Учествовати можете у свим радионицама, играоницама и манифестацијама које се одвијају у Библиотеци.

## Фондови
ЈУ Народна библиотека Градишка се опредијелила да плански прикупља и припрема за корисничку заједницу сљедеће збирке (фондове) библиотечке грађе:
- Фонд белетристике, стручних и научних публикација за одрасле (позо)
- Фонд монографских публикација за дјецу и омладину (дјецо)
- Фонд стручне библиотечке грађе за читаоницу (цитао)
- Фонд монографских публикација у завичајној збирци (завицм)
- Фонд 16. новембар — спомен збирка преостала у пожару (позар)
- Фонд старе и ријетке књиге (старак)
- Фонд монографских публикација легат Буловић Цвјетко(легатбц)
- Фонд монографских публикација на страним језицима (странм)
- Фонд рукописне грађе (рукопг)
- Фонд дипломских радова (дир)
- Основни фонд часописа у библиотеци (цасб)
- Основни фонд новина у библиотеци (новб)
- Фонд часописа у завичајној збирци (цасз)
- Фонд новина у завичајној збирци (новз)
- Фонд часописа на страним језицима (цасз)
- Фонд новина на страним језицима (новз)
- Фонд магистарских радова и докторских дисертација (дисмаг)
- Фонд картографске грађе (карте)
- Фонд музикалија (музика)
- Фонд визуелних пројекција (визпро)
- Фонд филмова и видеоснимака (филивс)
- Фонд микрооблика (микро)
- Фонд визуелне грађе (визуг)
- Фонд звучне грађе (звуг)
- Фонд значајних чланака из часописа и новина (цланци)

(У заградама су скраћени називи база података у електронским каталозима библиотеке)
Највећи дио грађе из наведенних збирки смјешта се у одјељења за кориснике (позајмно, дјечије, завичајно и читаоничко), а мањи дио, који се рјеђе користи, у депозит.